# Machadinho d'Oeste
Machadinho d'Oeste är en kommun i Brasilien.   Den ligger i delstaten Rondônia, i den centrala delen av landet, 1 700 km väster om huvudstaden Brasília. Antalet invånare är 31 107.
Omgivningarna runt Machadinho d'Oeste är huvudsakligen savann. Runt Machadinho d'Oeste är det mycket glesbefolkat, med 4 invånare per kvadratkilometer.